# Carmen Valentina
Carmen Valentina (Las Vegas, Nevada; 26 de enero de 1987) es una actriz pornográfica y modelo erótica estadounidense.

## Biografía
Natural del estado de Nevada, nació en Las Vegas en el seno de una familia con ascendencia búlgara e irlandesa. Tuvo algunos trabajos pasajeros en su ciudad natal, como el de socorrista, antes de trasladarse a Tampa (Florida), donde comenzó sus estudios de artes plásticas, licenciándose en Ilustración y trabajando un tiempo como diseñadora gráfica.
Regresó a Nevada, donde comenzó una carrera como camgirl y modelo erótica, compaginados con otros como recepcionista y asistente o caricaturista. En 2009, con 22 años, inició su andadura en la industria pornográfica después de responder a un anuncio de una productora. Su primera escena como actriz pornográfica fue para el sitio web ATKingdoms.
Ha trabajado con productoras como Pure Play Media, Wicked Pictures, Digital Sin, 21Sextury, 3rd Degree, Jules Jordan Video, Reality Kings, Elegant Angel, Brazzers, Naughty America, Twistys, Mofos, Girlfriends Films o Kink.com, entre otras.
En 2016 relanzó su página web. Ese mismo año recibió sus dos primeras nominaciones en los Premios AVN.
Hasta la actualidad, ha rodado más de 440 películas como actriz.
Algunas películas suyas son Big Booty MILFS 2, Cheeks For Weeks 2, Destination Swing, Honeymoon, I Know That Girl 3, Miami MILFs, Mom Knows Best 8, Real Slut Party 4, Sneaky Sex 8, True MILF o White 'N Tight.

## Premios y nominaciones
| Año  | Ceremonia         | Resultado | Premio                                | Trabajo |
| ---- | ----------------- | --------- | ------------------------------------- | ------- |
| 2016 | Premios AVN       | Nominada  | Premio fan: Culo más épico            | —       |
| 2016 | Premios AVN       | Nominada  | Premio fan: Estrella mediática        | —       |
| 2017 | Premios AVN       | Nominada  | Premio fan: Culo más épico            | —       |
| 2018 | Spank Bank Awards | Nominada  | Cuckold Queen of the Year             | —       |
| 2019 | Spank Bank Awards | Nominada  | Blowbang / Bukkake Badass of the Year | —       |
| 2019 | Spank Bank Awards | Nominada  | Cuckold Queen of the Year             | —       |